# Ivy Dumont
Ivy Leona Dumont (2 de octubre de 1930) fue la Gobernadora General de Bahamas. Fue la primera mujer en desempeñar el cargo, el cual ejerció desde el 1 de enero de 2002 hasta el 2005. Previamente fue ministra de Educación de 1995 a 2000. 

## Biografía
Ivy Leona Turnquest nació el 2 de octubre de 1930 en Roses en Long Island en las Bahamas hija de Cecelia Elizabeth (de soltera Darville) y Alphonso Tennyton Turnquest. Después de completar su educación primaria en los asentamientos de Roses y Buckleys en Long Island, Turnquest continuó sus estudios en la escuela secundaria del gobierno en New Providence. Obtuvo el Cambridge Junior Certificate en 1946 y el Cambridge Senior Certificate en 1947. Se graduó en 1948. Continuó sus estudios en el Bahamas Teachers ’Training College y obtuvo un certificado de formación docente en 1951. Por esta misma época, Turnquest se casó con Reginald Dumont (1920 - 17 de diciembre de 2011), un inmigrante guyanés que trabajaba para la Policía de Bahamas el 24 de agosto de 1951. [6] Comenzó a trabajar para el Ministerio de Educación y Cultura como estudiante de maestra y obtuvo su certificado completo de enseñanza en 1954. 